# Динамо-Анапа
«Динамо-Анапа» — российский женский волейбольный клуб из Анапы Краснодарского края.

## История
Волейбольный клуб «Динамо-Анапа» создан в 2022 году при поддержке Всероссийской федерации волейбола(ВФВ), мэрии Анапы и их партнёров. Домашней ареной стал спортивный центр ВФВ «Волей Град», расположенный в посёлке Витязево муниципального образования «город-курорт Анапа». Генеральным директором назначена именитая российская волейболистка Любовь Соколова. Решением ВФВ команда «Динамо-Анапа» включена в высшую лигу «А» чемпионата России.
В дебютном сезоне в высшей лиге «А» анапская команда вышла в финальную стадию, где в итоге стала 5-й. 

## Результаты в чемпионатах России
| Сезон   | Лига          | Место |
| ------- | ------------- | ----- |
| 2022/23 | Высшая лига А | 5     |
| 2023/24 | Высшая лига А | 7     |
| 2024/25 | Высшая лига А | 12    |

## Сезон 2024—2025

### Переходы
- Пришли: К.Еремчук («Корабелка»), Д,Давыдова («Липецк»), А.Вафина («Уфимочка-УГНТУ»), А.Жульдикова («Динамо»-2 Краснодар), главный тренер А.Труш («Липецк»).
- Ушли: К.Иванова, П.Сарапова, А.Денисова, А.Вахрушева, А.Зиновьева, К.Сотурчак, А.Куликова, М.Катанаева, Д.Зубова, А.Кашарных, С.Ёрш, С.Насибуллина, Е.Барабаш, главный тренер А.Гатин.

### Состав
| №  | Имя, фамилия         | Год рождения | Рост | Амплуа      | Гражданство |
| -- | -------------------- | ------------ | ---- | ----------- | ----------- |
| 1  | Анастасия Жульдикова | 2003         | 178  | либеро      | Россия      |
| 2  | Вероника Дашкина     | 2008         | 183  | нападающая  | Россия      |
| 3  | Дарья Славина        | 2007         | 180  | нападающая  | Россия      |
| 4  | Полина Мастерова     | 2007         | 165  | либеро      | Россия      |
| 5  | Ксения Маркина       | 1992         | 182  | нападающая  | Россия      |
| 6  | Алина Вафина         | 2005         | 188  | связующая   | Россия      |
| 7  | Дарья Давыдова       | 2004         | 190  | центральная | Россия      |
| 8  | Мария Макрогузова    | 2009         | 186  | нападающая  | Россия      |
| 9  | Вероника да Силва    | 2009         | 179  | нападающая  | Россия      |
| 10 | Мария Шибаева        | 2009         | 179  | связующая   | Россия      |
| 11 | Марина Озолинь       | 2009         | 185  | связующая   | Россия      |
| 12 | Ульяна Куропаткина   | 2009         | 187  | нападающая  | Россия      |
| 13 | Анна Белозорова      | 2007         | 181  | нападающая  | Россия      |
| 15 | Елена Гатина         | 2001         | 187  | нападающая  | Россия      |
| 17 | София Болотова       | 2008         | 189  | центральная | Россия      |
| 18 | Тамара Сухашвили     | 2009         | 188  | нападающая  | Россия      |
| 20 | Вероника Чирова      | 2008         | 189  | нападающая  | Россия      |
| 22 | Полина Гаврилова     | 2008         | 191  | центральная | Россия      |
| 24 | Мария Павленко       | 2004         | 176  | связующая   | Россия      |

- Главный тренер — Александр Труш.
- Старший тренер — Андрей Холмин.
- Тренер — Андрей Стреков.
- Статистик — Сергей Беззапонный.

- Президент ВК — Егор Юрьев.
- Генеральный директор ВК — Любовь Соколова.